# Lemnalia amabilis
Lemnalia amabilis är en korallart som beskrevs av Tixier-Durivault 1966. Lemnalia amabilis ingår i släktet Lemnalia och familjen Nephtheidae. Inga underarter finns listade i Catalogue of Life.